# John Swanson
John A. Swanson é um engenheiro empresário e filantropo estadunidense. É o fundador da Ansys Inc., laureado com a Medalha John Fritz e membro da Academia Nacional de Engenharia dos Estados Unidos.
É internacionalmente reconhecido como uma autoridade e pioneiro na aplicação do método dos elementos finitos em engenharia.